# Obermeißling
Obermeißling ist ein Gemeindeteil der Großen Kreisstadt Dinkelsbühl im Landkreis Ansbach (Mittelfranken, Bayern). Obermeißling liegt in der Gemarkung Seidelsdorf.

## Geografie
Der Weiler liegt am Krebsgraben (im Unterlauf Hinterwiesengraben genannt), einem rechten Zufluss des Mühlgrabens (im Unterlauf Walkenweiherbach genannt), der seinerseits ein rechter Zufluss der Wörnitz ist. Im Nordwesten grenzt das Flurgebiet Kessel an, im Süden befindet sich das Hirtenhölzle im Norden das Schusterholz und im Osten das Flurgebiet Lach, das als Golfplatz genutzt wird.
Eine Gemeindeverbindungsstraße führt nach Esbach (0,7 km nordwestlich) bzw. nach Untermeißling (0,6 km südöstlich), eine weitere verläuft nach Oberhard zur Kreisstraße AN 44 (1,4 km südlich).

## Geschichte
Die Fraisch über Obermeißling war strittig zwischen dem ansbachischen Oberamt Crailsheim, dem oettingen-spielbergischen Oberamt Mönchsroth und der Reichsstadt Dinkelsbühl. Die Dorf- und Gemeindeherrschaft hatte das Oberamt Mönchsroth. Der Ort bildete mit Untermeißling eine Realgemeinde. Gegen Ende des 18. Jahrhunderts gab es in Obermeißling 4 Anwesen. Grundherren waren das Oberamt Mönchsroth (Kirche Segringen: 1 Dreiviertelhof mit Korb, 2 Halbhöfe) und die Reichsstadt Dinkelsbühl (Spital: 1 Gut). Von 1797 bis 1808 unterstand der Ort dem Justiz- und Kammeramt Crailsheim.
Im Jahr 1809 wurde Obermeißling infolge des Gemeindeedikts dem Steuerdistrikt Segringen und der Ruralgemeinde Seidelsdorf zugeordnet. Am 1. Juli 1970 wurde Obermeißling nach Dinkelsbühl eingegliedert.

## Einwohnerentwicklung
| Jahr      | 001818 | 001840 | 001861 | 001871 | 001885 | 001900 | 001925 | 001950 | 001961 | 001970 | 001987 |
| Einwohner | 25     | 20     | 27     | 23     | 22     | 22     | 25     | 38     | 25     | 21     | 20     |
| Häuser    | 5      | 6      |        |        | 5      | 5      | 3      | 4      | 5      |        | 5      |
| Quelle    | [ 11 ] | [ 12 ] | [ 13 ] | [ 14 ] | [ 15 ] | [ 16 ] | [ 17 ] | [ 18 ] | [ 19 ] | [ 20 ] | [ 1 ]  |

## Religion
Der Ort ist seit der Reformation evangelisch-lutherisch geprägt und bis heute nach St. Vinzenz (Segringen) gepfarrt. Die Katholiken sind nach St. Georg (Dinkelsbühl) gepfarrt.